# Marriott's Grand Chateau
O Marriot's Grand Chateau é um resort de timeshare, localizado próximo à Las Vegas Strip, em Paradise, Nevada, gerenciado pelo Marriott Vacation Club. É uma torre de 38 andares com três alas; uma quarta ala está planejada. Possui 643 suítes  e comodidades, incluindo uma academia, três bares e duas piscinas.

## História
O local de 3,5 acres era anteriormente o local de uma boate, aberta em 1978 como Jubilation, que se tornou o Shark Club em 1988 e fechou em 1996.
Em 1997, o Grand Casinos havia obtido uma opção de compra da terra, juntamente com várias parcelas adjacentes, que esperava desenvolver como um grande cassino.
Em 2000, a Lakes Gaming, que havia saído do Grand Casinos em 1998, anunciou planos para um projeto de hotel não-cassino de US$ 700 milhões em terra, em uma joint venture com a desenvolvedora local Brett Torino. A Lakes vendeu seu interesse no projeto para Torino em 2001, mas manteve a propriedade da parcela do Shark Club, revelando que estava em discussões com um parceiro não revelado para construir um projeto de timeshare no site.
A Diamond Resorts International, proprietária do complexo vizinho de timeshare Polo Towers, anunciou planos para o The Chateau em fevereiro de 2002. Um relatório posterior, em agosto de 2002, descreveu o projeto como uma joint venture entre a Diamond Resorts e a Lakes Entertainment (o novo nome da Lakes Gaming).
O Marriott Vacation Club comprou o interesse da Lakes no projeto, incluindo a propriedade da terra, em junho de 2003.
A construção da torre prosseguiu em fases. A primeira ala abriu em outubro de 2005. A terceira ala começou a construção em 2012.